# Овчинниковы (Орловский район)
 Овчинниковы  — деревня в Орловском районе Кировской области. Входит в состав Орловского сельского поселения.

## География
Расположена на расстоянии примерно 16 км по прямой на запад от райцентра города Орлова.

## История
Известна с 1802 года как починок Калямовский с 28 дворами. В  1873 году здесь (деревня Овчинниковы) дворов 9 и жителей 75,  в 1905 году (выселок из починка Колямовского или Овчинниковы) дворов 76 и жителей 102, в 1926 (деревня Овчинниковы) 17 и 94, в 1950 19 и 63, в 1989 5 жителей. С 2006 по 2011 год входила в состав Подгороднего сельского поселения.

## Население
Постоянное население составляло 6 человек (русские 100%) в 2002 году, 2 в 2010.